# Salereine
La Salereine est un cours d'eau du département du Cher dans la région Centre-Val de Loire, et un affluent de la Sauldre ou Grande Sauldre, donc un sous-affluent de la Loire par le Cher.

## Géographie
La longueur de son cours d'eau est de 20,3 kilomètres.
Elle prend naissance à Menetou-Râtel, au lieu-dit Les Bons, à 276 m d'altitude, et se jette dans la Grande Sauldre au niveau de la commune de Vailly-sur-Sauldre, à 196 m d'altitude.

### Communes et cantons traversés
Dans le seul département du Cher (18), la Salereine traverse les six communes suivantes, de l'amont vers l'aval, de Menetou-Râtel (source), Subligny, Jars, Assigny, Sury-ès-Bois, Vailly-sur-Sauldre (confluence).
Soit en termes de cantons, la Salereine prend source et conflue dans le même canton de Sancerre, dans l'arrondissement de Bourges.

### Bassin versant
La Saleraine traverse une seule zone hydrographique La Salerine & ses affluents (K631) de 73 km2 de superficie. Ce bassin versant est constitué à 90,66 % de « territoires agricoles », à 9,00 % de « forêts et milieux semi-naturels ». 

## Affluents
La Salereine a onze tronçons affluents référencés dont :
- l'Aunaie (rg), 4,7 kilomètres sur les trois communes de Assigny (confluence), Subligny, Jars (source) avec trois affluents.
- la Venelle (rd),
- le ruisseau des Roches (rg)

Donc son rang de Strahler est de trois.

## Aménagements et écologie

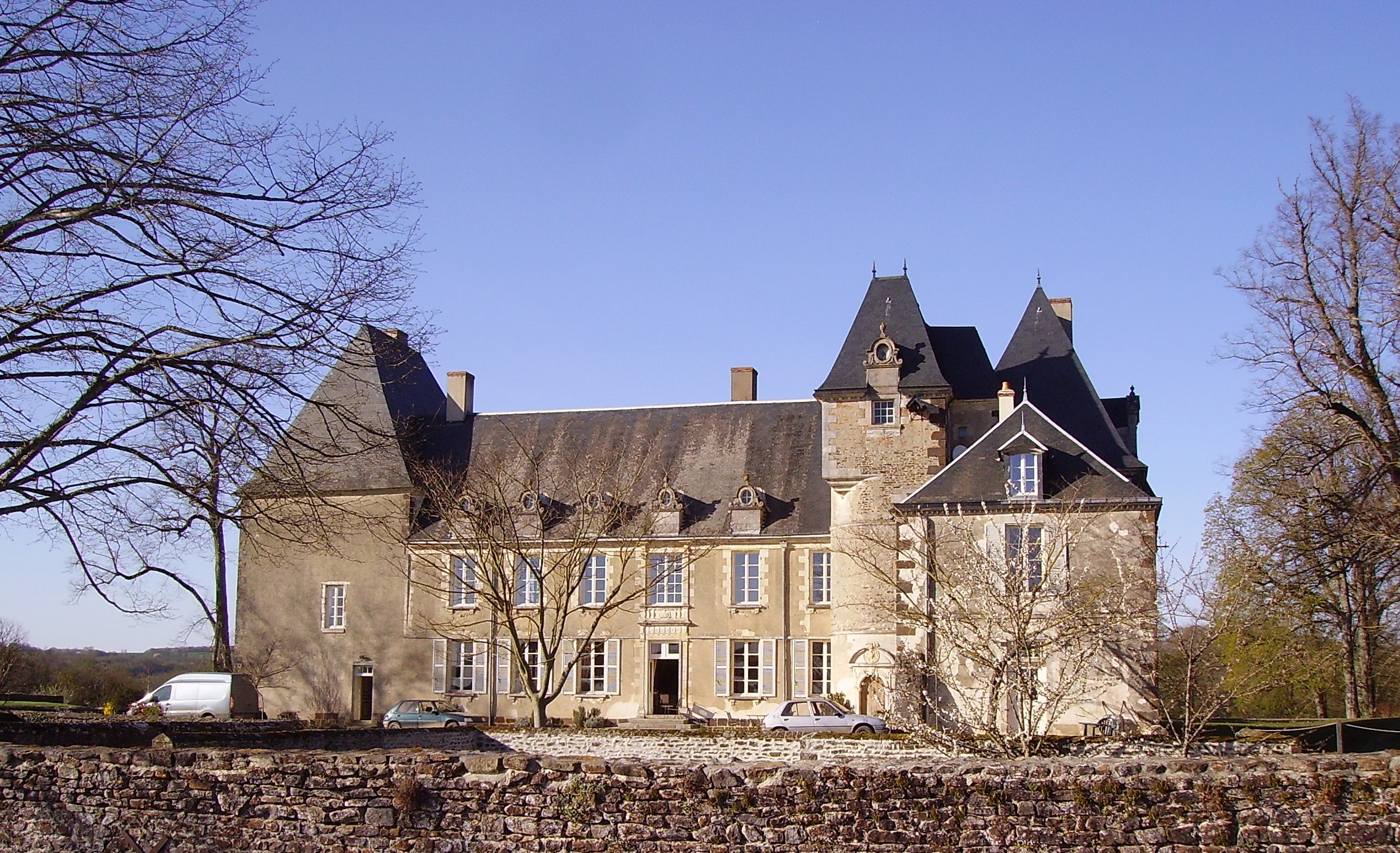
Château de la Vallée à Assigny.